# Fergania
- Commons
- Wikispecies

Fergania é um género botânico pertencente à família Apiaceae.